# Captain Vorpatril's Alliance
Captain Vorpatril's Alliance es el título de una novela de ciencia ficción escrita por la norteamericana Lois McMaster Bujold, que forma parte de la saga Vorkosigan. La acción está protagonizada por el primo de Miles Vorkosigan, Ivan Vorpatril, ahora un capitán, y una refugiada de Jackson's Whole llamada Tej. Por cronología interna, el libro se ambienta un año más o menos después de Inmunidad diplomática (2002), alrededor de cuatro años antes de Criopolis (2010).
El libro fue nominado para el Premio Hugo a la mejor novela en 2013.

## Argumento
Sirviendo como aide-de-camp al Jefe de Operaciones del Servicio Imperial Barrayarano, el capitán Ivan Vorpatril a su pesar permite que el agente de la Seguridad Imperial Byerly Vorrutyer (con quien tuvo tratos poco agradables en Una campaña civil) entre en su piso, tarde, una noche. Byerly le muestra a Ivan una foto de Tej, una mujer joven y atractiva que de alguna manera está relacionada con los sujetos de la investigación encubierta que lleva a cabo en ese momento. By cree que el interés de estas personas por la muchacha no es amistoso y le pide a Ivan que se haga conocido de ella para encontrar en qué está metida, y posiblemente para proporcionarle algo de protección. A pesar de que tiene serias dudas, Ivan se muestra conforme en hacer lo que pueda. 
Ivan intenta ligar con ella, pero demuestra ser inmune a sus encantos. Cuando él aparece en su edificio (sin que ella le haya dado la dirección), le permite entrar, de manera que su compañera Rish, una mujer atlética con una brillante piel azul, puede dispararle con un aturdidor. Atan a Ivan a una silla en la salita y se van a dormir. Cuando en el apartamento entran dos hombres, Ivan consigue alertar a las mujeres, que aturden a los intrusos. Puesto que ahora el apartamento está comprometido, Ivan ofrece su piso como refugio, y las dos mujeres aceptan sin demasiado entusiasmo. 
Más tarde, la policía de Komarr y los oficiales de inmigración presionan al mismo tiempo y para salvarse a sí mismo y a sus invitados de una mezcla de acusaciones en parte ciertas y en parte falsas, Ivan propone un matrimonio de conveniencia a Tej. La repentina boda convierte a Tej en súbdito barrayarano, eliminando los cargos contra ella de ser una inmigrante ilegal y a Ivan de ser un secuestrador. 
Resulta que Tej es la hija menor de un depuesto carón de Jackson's Whole, un planeta basado en un mercado libre regido por el laissez-faire donde abundan lo que serían actividades ilegales en el resto del universo habitado. La Casa Cordona, de su familia, acaba de ser derrocada por la fuerza por un competidor. Como resultado del aparente asesinato de toda su familia cercana, intentan evitar a los cazadores de recompensas enviados por los nuevos propietarios. Como parte de la familia de un señor Vor, Tej y Rish viajan a Barrayar con Ivan, donde las dos mujeres pueden estar más seguras. 
Entonces, inesperadamente Tej y Rish se reencuentran con casi toda su familia. Sus parientes han venido a Barrayar para obtener los recursos financieros necesarios para intentar recuperar su Casa. La abuela de Tej conoce la existencia de un búnker subterráneo cetagandés olvidado desde la derrota de la invasión de Cetaganda un siglo atrás. Está lleno de tesoros saqueados, pero resulta que el cuartel general de la Seguridad Imperial fue construido, sin saberlo, justo al otro lado de la calle donde se encuentra enterrado el búnker. Ivan se ve involucrado en los planes de excavar en busca del tesoro perdido (usando con discreción un organismo biológico experimental). Cuando el contrabandista que el barón había alquilado para transportar el tesoro demuestra estar más interesado en la recompensa por la familia, todo el plan se va a traste, de una manera literalmente explosiva, y acaban atrapados en el búnker. Afortunadamente, la Seguridad Imperial excava para sacarlos de ahí e Ivan se asegura su felicidad futura con Tej.

## Historia de su publicación
Desde junio de 2012, el libro estuvo disponible como e-book, copia adelantada sin revisión (e-ARC). La fecha de edición oficial fue noviembre de 2012.
En España no está traducida.